# Zelená jaskyňa
Zelená jaskyňa je přírodní památka ve správě příspěvkové organizace Správa slovenských jeskyní.
Nachází se v katastrálním území obce Dobšiná v okrese Rožňava v Košickém kraji. Území bylo vyhlášeno v roce 1994 a novelizováno v roce 2012. Ochranné pásmo nebylo stanoveno.